# 佐藤瞳
佐藤瞳（日语：／ Satō Hitomi，1997年12月23日—），日本女子乒乓球運動員，出身於北海道函館市。她是2017年世界乒乓球錦標賽日本代表成員之一。

## 主要比賽最佳成績

### 單打
- 亞洲錦標賽：六十四強（2017年）
- 世界巡迴賽：冠軍（2016年克羅埃西亞公開賽）
- 世界巡迴賽年終賽：十六強（2016年）
- 世界青少年錦標賽：十六強（2014年）
- 亞洲青少年錦標賽：半準決賽（2014年）
- 世界青少年巡迴賽：冠軍（2013年泰國青少年公開賽）

### 雙打
- 世界錦標賽：準決賽（2019年）
- 亞洲錦標賽：準決賽（2017年、2019年）
- 世界巡迴賽：冠軍（2016年澳洲公開賽、2016年白俄羅斯公開賽、2016年奧地利公開賽）
- 世界巡迴賽年終賽：準決賽（2016年）
- 世界青少年錦標賽：半準決賽（2014年）
- 亞洲青少年錦標賽：亞軍（2013年）
- 世界青少年巡迴賽：半準決賽（2013年泰國青少年公開賽、2013年香港青少年公開賽、2014年韓國青少年公開賽）

### 混雙
- 世界青少年錦標賽：三十二強（2014年）

### 團體
- 世界盃：亞軍（2019年）
- 亞洲錦標賽：亞軍（2017年、2019年）
- 世界青少年錦標賽：亞軍（2014年）
- 亞洲青少年錦標賽：亞軍（2013年、2014年、2015年）

## 外部連結
- 佐藤瞳的X（前Twitter）